# Malemort-sur-Corrèze
Malemort-sur-Corrèze foi uma comuna francesa na região administrativa da Nova Aquitânia, no departamento de Corrèze. Estendia-se por uma área de 16,51 km². Em 2010 a comuna tinha 8 148 habitantes (densidade: 493,5 hab./km²).
Em 1 de janeiro de 2016, passou a formar parte da nova comuna de Malemort.